# T Vulpeculae
Désignations
T Vulpeculae (en abrégé T Vul) est un système binaire probable de la constellation boréale du Petit Renard, voisine de l'étoile Zeta Cygni et proche de la paire 31 Vulpeculae et 32 Vulpeculae. Elle est visible à l'œil nu avec une magnitude apparente visuelle moyenne de 5,75. La distance de ce système est d'environ ∼ 1 950 a.l. (∼ 598 pc), déterminée à partir de sa parallaxe annuelle de 1,67 mas.
C'est une variable céphéide classique bien étudiée et l'une des plus brillantes connues. La magnitude apparente de T Vulpeculae varie entre 5,41 et 6,09 sur une période de 4,435 jours. C'est une supergéante jaune-blanc de type spectral F5 Ib. La variabilité de T Vul fut découverte en 1885 par Edwin Sawyer. Les observations faites entre 1885 et 2003 montrent une faible mais constante baisse de la période de variabilité de 0,25 seconde par an.
L'étoile compagne fut détectée en 1992 ; c'est une étoile blanche de la séquence principale de type spectral A0.8 V ayant 2,1 fois la masse du Soleil. Des périodes orbitales de 738 et de 1 745 jours ont été proposées, bien qu'en 2015, il subsistait toujours un doute sur le fait qu'il s'agit réellement d'un système binaire.